# IFA Fistball World Tour 2019
Die dritte Austragung der IFA Fistball World Tour fand 2019 statt. Von Februar bis November fanden insgesamt 29 Turniere statt, an denen insgesamt 115 Vereinsmannschaften der Männer und Frauen teilnahmen.

## Tourinformationen
2019 wurden insgesamt 29 Turniere in 10 Nationen auf fünf Kontinenten ausgetragen. Mit jeweils 6 Austragungen fanden die meisten Turniere in Österreich und Deutschland statt.

## Turnierserien
| Kategorie            | Frauen      | Männer      |
| -------------------- | ----------- | ----------- |
| IFA World Tour Major | 5 Turniere  | 5 Turniere  |
| IFA World Tour 750   | 4 Turniere  | 6 Turniere  |
| IFA World Tour 500   | 11 Turniere | 10 Turniere |
| IFA World Tour 250   | 6 Turniere  | 8 Turniere  |

## World Tour Punkte
| Turnier-Kategorie    | 1.   | 2.  | 3.  | 4.  | 5.    | 6.  | 7.  | 8.  | 9.    | 10. |
| -------------------- | ---- | --- | --- | --- | ----- | --- | --- | --- | ----- | --- |
| IFA World Tour Major | 1000 | 800 | 600 | 500 | 450   | 400 | 360 | 320 | 290   | 260 |
| IFA World Tour 750   | 750  | 600 | 450 | 375 | 337,5 | 300 | 270 | 240 | 217,5 | 195 |
| IFA World Tour 500   | 500  | 400 | 300 | 250 | 225   | 200 | 180 | 160 | 145   | 130 |
| IFA World Tour 250   | 250  | 200 | 150 | 125 | 112,5 | 100 | 90  | 80  | 72,5  | 65  |

## Teilnehmende Mannschaften
Insgesamt 115 Mannschaften nahmen bei den Frauen und Männern teil.

### Teams Männer
| Europa - Deutschland: 15 Teams - Österreich: 10 Teams - Schweiz: 7 Teams | Amerika - Argentinien: 3 Team - Brasilien: 6 Teams - Chile: 1 Team - Vereinigte Staaten: 2 Teams | Asien/Ozeanien - Australien: 8 Teams - Indien: 18 Teams |

### Teams Frauen
| Europa - Deutschland: 6 Teams - Österreich: 8 Teams - Schweiz: 3 Teams | Amerika - Argentinien: 2 Teams - Brasilien: 4 Teams - Chile: 1 Team | Asien/Ozeanien - Australien: 4 Teams - Indien: 17 Teams |

## Turnierplan

### Februar
| Datum           | Turnier                                                                          | Sieger           | 2. Platz            | 3. Platz         |
| --------------- | -------------------------------------------------------------------------------- | ---------------- | ------------------- | ---------------- |
| 23.02. - 24.02. | Copa Baica Mercês de Punhobol Curitiba, Brasilien IFA World Tour 250 (F)/500 (M) | SG Novo Hamburgo | Clube Mercês        | Duque de Caxias  |
| 23.02. - 24.02. | Copa Baica Mercês de Punhobol Curitiba, Brasilien IFA World Tour 250 (F)/500 (M) | Duque de Caxias  | Sogipa Porto Alegre | SG Novo Hamburgo |

### März
| Datum           | Turnier                                                                               | Sieger          | 2. Platz            | 3. Platz         |
| --------------- | ------------------------------------------------------------------------------------- | --------------- | ------------------- | ---------------- |
| 23.03. - 24.03. | Campeonato Apertura Manquehue '19 Santiago de Chile, Chile IFA World Tour 500         | Club Manquehue  | Club Manquehue II   | Club Barúa       |
| 23.03. - 24.03. | Campeonato Apertura Manquehue '19 Santiago de Chile, Chile IFA World Tour 500         | Club Manquehue  | Club Manquehue II   | Germanas         |
| 30.03. - 31.03. | IFA World Tour Tournament Curitiba Curitiba, Brasilien IFA World Tour 250 (F)/500 (M) | Duque de Caxias | SG Novo Hamburgo    | Clube Mercês     |
| 30.03. - 31.03. | IFA World Tour Tournament Curitiba Curitiba, Brasilien IFA World Tour 250 (F)/500 (M) | Duque de Caxias | Sogipa Porto Alegre | SG Novo Hamburgo |

### April
| Datum           | Turnier                                                                                    | Sieger                        | 2. Platz                 | 3. Platz                  |
| --------------- | ------------------------------------------------------------------------------------------ | ----------------------------- | ------------------------ | ------------------------- |
| 06.04. - 07.04. | XXIV Torneio Internacional Novo Hamburgo, Brasilien IFA World Tour 750                     | SG Novo Hamburgo              | Duque de Caxias          | Condor SC                 |
| 06.04. - 07.04. | XXIV Torneio Internacional Novo Hamburgo, Brasilien IFA World Tour 750                     | Duque de Caxias               | Sogipa Porto Alegre      | SG Novo Hamburgo          |
| 06.04. - 07.04. | Intern. Faustballturnier Karlsdorf Karlsdorf, Deutschland IFA World Tour 500 (F) / 750 (M) | FBC Offenburg                 | TV Stammheim             | TSV Pfungstadt            |
| 06.04. - 07.04. | Intern. Faustballturnier Karlsdorf Karlsdorf, Deutschland IFA World Tour 500 (F) / 750 (M) | TV Dennach                    | TSV Pfungstadt*          | TSV Calw                  |
| 12.04. - 14.04. | Eulachturnier Elgg, Schweiz IFA World Tour 500 (F) / 750 (M)                               | Union Tigers Vöcklabruck      | SVD Diepoldsau-Schmitter | STV Wigoltingen           |
| 12.04. - 14.04. | Eulachturnier Elgg, Schweiz IFA World Tour 500 (F) / 750 (M)                               | SVD Diepoldsau-Schmitter 1    | TSV Jona                 | STV Oberentfelden/Amsteg* |
| 13.04. - 14.04. | wtv-Stuttgart-Open Stuttgart, Deutschland IFA World Tour 750                               | TSV Pfungstadt                | TV Schweinfurt-Oberndorf | Union COMPACT Freistadt   |
| 13.04. - 14.04. | wtv-Stuttgart-Open Stuttgart, Deutschland IFA World Tour 750                               | U21 Nationalteam Deutschland* | Union Nussbach           | TSV Dennach               |
| 13.04. - 14.04. | Copa Porto Alegre Internacional Porto Alegre, Brasilien IFA World Tour Major               | SG Novo Hamburgo              | Duque de Caxias          | NH 2010                   |
| 13.04. - 14.04. | Copa Porto Alegre Internacional Porto Alegre, Brasilien IFA World Tour Major               | Sogipa Porto Alegre           | Duque de Caxias          | SG Novo Hamburgo          |
| 19.04. - 20.04. | IFA World Tour Tournament Rosario Rosario, Argentinien IFA World Tour 750                  | CCAA Rosario                  | Sogipa Porto Alegre      | SG Novo Hamburgo          |
| 19.04. - 20.04. | IFA World Tour Tournament Rosario Rosario, Argentinien IFA World Tour 750                  | Sogipa Porto Alegre           | SG Novo Hamburgo         | Club Manquehue            |
| 26.04. - 28.04. | Intern. Frühlingsturnier Vaihingen Vaihingen an der Enz, Deutschland IFA World Tour 750    | TSV Calw                      | SVD Diepoldsau           | TV Vaihingen/Enz          |
| 26.04. - 28.04. | Intern. Frühlingsturnier Vaihingen Vaihingen an der Enz, Deutschland IFA World Tour 750    | TV Segnitz*                   | Satus Kreuzlingen        | TV Unterhaugstett*        |
| 27.04.          | Greisinger Trophy Münzbach, Österreich IFA World Tour 500 (F) / 750 (M)                    | AWN TV Enns                   | Union Tigers Vöcklabruck | Union Compact Freistadt   |
| 27.04.          | Greisinger Trophy Münzbach, Österreich IFA World Tour 500 (F) / 750 (M)                    | FBC Abau Askö Urfahr*         | Askö Laakirchen Papier   | Union Haidlmair Nußbach   |
| 27.04.          | IFA World Tour Tournament Schärding Schärding, Österreich IFA World Tour 250 (M)           | Union Zell*                   | Union Braunau*           | ASVÖ Höhnhart             |

### Mai
| Datum           | Turnier                                                                   | Sieger           | 2. Platz         | 3. Platz            |
| --------------- | ------------------------------------------------------------------------- | ---------------- | ---------------- | ------------------- |
| 05.05.          | IFA World Tour Tournament Chennai Chennai, Indien IFA World Tour 250      | Telangana Risers | Chennai Lions    | Namakkal Aeros      |
| 05.05.          | IFA World Tour Tournament Chennai Chennai, Indien IFA World Tour 250      | Kanchi Storms    | West Bengal Club | Puducherry Crushers |
| 18.05. - 19.05. | IFA World Tour Tournament Blumenau Blumenau, Brasilien IFA World Tour 250 |                  |                  |                     |
| 18.05. - 19.05. | IFA World Tour Tournament Blumenau Blumenau, Brasilien IFA World Tour 250 |                  |                  |                     |

### Juni
| Datum           | Turnier                                                                       | Sieger                   | 2. Platz           | 3. Platz            |
| --------------- | ----------------------------------------------------------------------------- | ------------------------ | ------------------ | ------------------- |
| 08.06. - 09.06. | Campeonato Apertura Manquehue '19 Santiago de Chile, Chile IFA World Tour 500 | Club Manquehue           | Club Manquehue 2   | Club Llanquihue     |
| 08.06. - 09.06. | Campeonato Apertura Manquehue '19 Santiago de Chile, Chile IFA World Tour 500 | Club Manquehue           | Club Manquehue 2   | Club Llanquihue     |
| 09.06. - 10.06. | Int. Pfingstturnier Dennach Dennach, Deutschland IFA World Tour 500           | TV Schweinfurt-Oberndorf | TV Unterhaugstett* | TV Wünschmichelbach |
| 09.06. - 10.06. | Int. Pfingstturnier Dennach Dennach, Deutschland IFA World Tour 500           | TSV Dennach              | TSV Calw           | TV Unterhaugstett*  |

### Juli
| Datum           | Turnier                                                                          | Sieger              | 2. Platz            | 3. Platz                 |
| --------------- | -------------------------------------------------------------------------------- | ------------------- | ------------------- | ------------------------ |
| 20.07. - 21.07. | IFA World Tour Tournament Wisconsin Wisconsin, USA IFA World Tour 250            |                     |                     |                          |
| 20.07. - 21.07. | IFA World Tour Tournament Wisconsin Wisconsin, USA IFA World Tour 250            |                     |                     |                          |
| 27.07. - 28.07. | Int. VOLVO W. Bier Faustball Trophy Rohrbach-Berg, Österreich IFA World Tour 750 | SG Novo Hamburgo*   | Union Freistadt*    | FBC Linz-Urfahr*         |
| 27.07. - 28.07. | Int. VOLVO W. Bier Faustball Trophy Rohrbach-Berg, Österreich IFA World Tour 750 | Union Nußbach       | Askö Laakirchen     | SPG Wolkersdorf/Neusiedl |
| 27.07. - 28.07. | Int. SVMM Faustballturnier Frohnleiten, Österreich IFA World Tour 250 (M)        | TuS Kremsmünster 2* | Union Schwanenstedt | TuS Kremsmünster*        |

### August
| Datum           | Turnier                                                                          | Sieger | 2. Platz | 3. Platz |
| --------------- | -------------------------------------------------------------------------------- | ------ | -------- | -------- |
| 03.08. - 04.08. | Obersee Masters Jona, Schweiz IFA World Tour Major                               |        |          |          |
| 03.08. - 04.08. | Obersee Masters Jona, Schweiz IFA World Tour Major                               |        |          |          |
| 09.08. - 11.08. | Grenzlandturnier Widnau, Schweiz IFA World Tour Major                            |        |          |          |
| 09.08. - 11.08. | Grenzlandturnier Widnau, Schweiz IFA World Tour Major                            |        |          |          |
| 09.08. - 11.08. | IFA World Tour Tournament Bademeusel Bademeusel, Deutschland IFA World Tour 250  |        |          |          |
| 09.08. - 11.08. |                                                                                  |        |          |          |
| 10.08. - 11.08. | IFA World Tour Tournament Reichenthal Reichenthal, Österreich IFA World Tour 500 |        |          |          |
| 10.08. - 11.08. | IFA World Tour Tournament Reichenthal Reichenthal, Österreich IFA World Tour 500 |        |          |          |
| Ende August     | IFA World Tour Tournament Geelong Geelong, Australien IFA World Tour 250         |        |          |          |
| Ende August     | IFA World Tour Tournament Geelong Geelong, Australien IFA World Tour 250         |        |          |          |

### September
| Datum           | Turnier                                                                          | Sieger | 2. Platz | 3. Platz |
| --------------- | -------------------------------------------------------------------------------- | ------ | -------- | -------- |
| 07.09. - 08.09. | Campeonato de Clausura Manquehue '19 Santiago de Chile, Chile IFA World Tour 500 |        |          |          |
| 07.09. - 08.09. | Campeonato de Clausura Manquehue '19 Santiago de Chile, Chile IFA World Tour 500 |        |          |          |
| Mitte September | IFA World Tour Tournament Bozen Bozen, Italien IFA World Tour 250 (M)            |        |          |          |
| Mitte September | IFA World Tour Tournament Bozen Bozen, Italien IFA World Tour 250 (M)            |        |          |          |
| 21.09.          | IFA World Tour Tournament Froschberg Leonding, Österreich IFA World Tour 500     |        |          |          |
| 21.09.          | IFA World Tour Tournament Froschberg Leonding, Österreich IFA World Tour 500     |        |          |          |

### Oktober
| Datum           | Turnier                                                                   | Sieger | 2. Platz | 3. Platz |
| --------------- | ------------------------------------------------------------------------- | ------ | -------- | -------- |
| 05.10. - 06.10. | IFA World Tour Tournament Leipzig Leipzig, Deutschland IFA World Tour 500 |        |          |          |
| 05.10. - 06.10. | IFA World Tour Tournament Leipzig Leipzig, Deutschland IFA World Tour 500 |        |          |          |

### November
| Datum           | Turnier                                                                          | Sieger | 2. Platz | 3. Platz |
| --------------- | -------------------------------------------------------------------------------- | ------ | -------- | -------- |
| 30.11. - 01.12. | Campeonato de Clausura Manquehue '19 Santiago de Chile, Chile IFA World Tour 500 |        |          |          |
| 30.11. - 01.12. | Campeonato de Clausura Manquehue '19 Santiago de Chile, Chile IFA World Tour 500 |        |          |          |

Erklärung: In der oberen Zeile sind die Ranglisten der Männer, in der unteren die der Frauen eingetragen.

## Gesamtwertung
| Rang | Mannschaft            | Punkte |
| ---- | --------------------- | ------ |
| 1    | SG Novo Hamburgo      | 2650   |
| 2    | Duque de Caxias       | 2200   |
| 3    | Sogipa Porto Alegre   | 1325   |
| 4    | Clube Mercês          | 1320   |
| 5    | TSV Pfungstadt        | 1200   |
| 6    | Guarani Esporte Clube | 995    |
| 7    | Condor/SBS            | 925    |
| 8    | TV Stammheim          | 840    |
| 9    | C.C.A.A. Rosario      | 787,5  |
| 10   | FBC Offenburg         | 750    |

| Rang | Mannschaft               | Punkte |
| ---- | ------------------------ | ------ |
| 1    | Duque de Caxias          | 2050   |
| 2    | Sogipa Porto Alegre      | 2000   |
| 3    | SG Novo Hamburgo         | 1350   |
| 4    | Club Manquehue           | 1035   |
| 5    | TV Dennach               | 950    |
| 6    | C.C.A.A. Rosario         | 657,5  |
| 7    | Union Nußbach            | 600    |
| 8    | TSV Calw                 | 570    |
| 9    | Clube Mercês             | 500    |
| 9    | SVD Diepoldsau-Schmitter | 500    |